# Unión de Estados de Baluchistán
La Unión de Estados de Baluchistán (en inglés Baluchistan States Union -abreviado BSU-) era una división administrativa de Pakistán que existió entre el 3 de octubre de 1952 y el 14 de octubre de 1955 en la parte sudoccidental de Pakistán Occidental. Fue formado por los cuatro Estados principescos de Kalat, Jarán, Las Bela y Makrán con la capital en la ciudad de Kalat. El área de la Unión era más o menos la mitad suroccidental de la moderna provincia de Baluchistán. La Unión estaba separada de la Provincia Comisionada de Baluchistán que comprendía zonas al noreste de la Unión. La Unión no incluía el enclave de Guadar, que era parte del sultanato de Mascate y Omán. Los cuatro gobernantes estatales continuaron en el cargo y conservaron su autonomía.
El BSU se formó después de la adhesión de cuatro estados principescos individuales al nuevo Dominio de Pakistán en 1948. El área se convirtió en la división de Kalat cuando se disolvió la Unión. El primer jefe de la Unión fue el kan de Kalat, Ajmad de Kalat. El principal órgano rector fue el Consejo de Gobernantes que comprendía el kaneazam, el jam de Lasbela y los nahuabs de Jarán y Makrán. Las decisiones sobre cuestiones importantes podrían tomarse por una jirga o consejo de todos los nobles o sardars de la Unión.